# Joaquín Capa
Joaquín Capa es pintor español nacido en Santander (España) en 1941.
Estudió en la Escuela Superior de Bellas Artes de Madrid además de realizar estudios de Filosofía en Roma y Madrid, y de Arquitectura en Madrid y Sociología del Arte en París. 
En su trayectoria fue becado por la Fundación Juan March entre 1975 y 1976 y por el ministerio de Cultura entre 1983 y 1984.
Mantiene una estrecha relación con la India donde ha sido profesor invitado en la Universidad de Baroda en 1983,1989 y 1990 y donde obtuvo el Premio de la I Bienal Internacional de Bhopal.
Su Obra se puede encontrar en museos y colecciones como el Museo de Arte Abstracto de Cuenca, el Centro de Arte Reina Sofía de Madrid, el Museo del Ferrocarril de Madrid, Museo Municipal de Bellas Artes de Santander, Centro de Arte Faro de Cabo Mayor, Museum of Modern Art de Nueva York, Los Ángeles, County Museum of Art y el Museo Calouste Gulbenkian de Lisboa. Está casado con la también pintora María Luisa Sanz.